# 南風原南インターチェンジ
南風原南インターチェンジ（はえばるみなみインターチェンジ）は、沖縄県島尻郡南風原町の那覇空港自動車道（南風原道路・豊見城東道路）のインターチェンジである。

## 歴史
- 2000年（平成12年）6月28日：西原JCT - 南風原南IC間開通に伴い、供用開始[1]。
- 2003年（平成15年）4月26日：南風原南IC - 豊見城IC間が暫定2車線で開通[2]。
- 2014年（平成26年）3月31日：南風原南IC - 豊見城IC間が4車線化[2]。

## 周辺
- おきなわワールド

## 接続する道路
- 直接接続
  - 沖縄県道82号那覇糸満線

- 間接接続
  - 国道507号

## 隣
E58 那覇空港自動車道（南風原道路・豊見城東道路）
(A1) 南風原北IC - (A2) 南風原南IC  - (A3) 豊見城IC